# Copa do Mundo de Hóquei sobre a grama Feminino
A Copa do Mundo de Hóquei sobre a grama Feminino é o maior e mais importante evento deste desporto disputado entre as mulheres. 
Sua primeira edição foi realizada em 1974, na cidade francesa de Mandelieu, sob a chancela da Federação Internacional das Associações Femininas de Hóquei sobre a grama (em inglês: International Federation of Women's Hockey Associations - IFWHA). Esta entidade foi substituída pela Federação Internacional de Hóquei (FIH) em 1982, que passou a administrar esta competição em tal ano.
Desde 1986, este torneio é disputado com periodicidade quadrienal, no mesmo ano de sua modalidade masculina e, também, no meio do ciclo dos Jogos Olímpicos.
Ao longo de suas quinze edições já realizadas, apenas quatro nações conquistaram o título, sendo elas Alemanha, Argentina, Austrália e Países Baixos. As holandesas possuem nove coquistas, sendo este o recorde absoluto desta competição. Alemãs, argentinas e australianas foram campeãs em duas oportunidades, cada uma. Até a realização do torneio em 2018, quinze diferentes equipes chegaram às semi-finais.
A mais recente edição desta competição foi realizada em Terrassa na Espanha e Amstelveen nos Países Baixos, na qual a seleção dos Países Baixos consagrou-se com a sua nona conquista.

## Histórico de participantes
Esta Copa do Mundo possuiu variados números de participantes, no histórico de suas edições já realizadas.
Nas edições de 1974 e 1978, dez países participaram do torneio. Por sua vez, em 1976 o total foi de onze nações na disputa. A Copa do Mundo de 2002 registrou 16 equipes na competição. As demais edições deste torneio apresentaram 12 seleções em cada. 
Para 2018, uma vez mais dezesseis selecionados se fizeram presentes. Contudo, a FIH estuda a possibilidade de aumentar o número de participantes da Copa do Mundo para 24 países, a partir de 2022.
Para 2022, dezesseis selecionados se fizeram presentes.

## Edições
Segue-se, abaixo, o histórico de edições desta competição.
| 1974 Detalhes | Mandelieu             | Países Baixos      | 1-0 (prorrogação)  | Argentina          | Alemanha Ocidental | 2-0               | Índia                                                           |
| 1976 Detalhes | Berlin Ocidental      | Alemanha Ocidental | 2-0                | Argentina          | Países Baixos      | 1-0               | Bélgica                                                         |
| 1978 Detalhes | Madrid                | Países Baixos      | 1-0                | Alemanha Ocidental | Argentina Bélgica  | 0-0               | (as duas seleções acabaram declaradas como terceiras colocadas) |
| 1981 Detalhes | Buenos Aires          | Alemanha Ocidental | 1-1 (3-1 pênaltis) | Países Baixos      | União Soviética    | 5-1               | Austrália                                                       |
| 1983 Detalhes | Kuala Lumpur          | Países Baixos      | 4-2                | Canadá             | Austrália          | 3-1               | Alemanha Ocidental                                              |
| 1986 Detalhes | Amstelveen            | Países Baixos      | 3-0                | Alemanha Ocidental | Canadá             | 3-2 (prorrogação) | Nova Zelândia                                                   |
| 1990 detalhes | Sydney                | Países Baixos      | 3-1                | Austrália          | Coreia do Sul      | 3-2               | Inglaterra                                                      |
| 1994 Detalhes | Dublin                | Austrália          | 2-0                | Argentina          | Estados Unidos     | 2-1               | Alemanha                                                        |
| 1998 Detalhes | Utrecht               | Austrália          | 3-2                | Países Baixos      | Alemanha           | 3-2               | Argentina                                                       |
| 2002 Detalhes | Perth                 | Argentina          | 1-1 (4-3 pênaltis) | Países Baixos      | China              | 2-0               | Austrália                                                       |
| 2006 detalhes | Madrid                | Países Baixos      | 3-1                | Austrália          | Argentina          | 5-0               | Espanha                                                         |
| 2010 Detalhes | Rosário               | Argentina          | 3-1                | Países Baixos      | Inglaterra         | 2-0               | Alemanha                                                        |
| 2014 Detalhes | Hague                 | Países Baixos      | 2-0                | Austrália          | Argentina          | 2-1               | Estados Unidos                                                  |
| 2018 Detalhes | Londres               | Países Baixos      | 6-0                | Irlanda            | Espanha            | 3-1               | Austrália                                                       |
| 2022 Detalhes | / Terrassa/Amstelveen | Países Baixos      | 3-1                | Argentina          | Austrália          | 2-1               | Alemanha                                                        |

### Premiações
| Ordem | País            | Medalha de ouro | Medalha de prata | Medalha de bronze | Total |
| ----- | --------------- | --------------- | ---------------- | ----------------- | ----- |
| 1     | Países Baixos   | 9               | 4                | 1                 | 14    |
| 2     | Argentina       | 2               | 4                | 3                 | 9     |
| 3     | Austrália       | 2               | 3                | 2                 | 7     |
| 4     | Alemanha        | 2               | 2                | 2                 | 6     |
| 5     | Canadá          | 0               | 1                | 1                 | 2     |
| 6     | Irlanda         | 0               | 1                | 0                 | 1     |
| 7     | Bélgica         | 0               | 0                | 1                 | 1     |
| 7     | China           | 0               | 0                | 1                 | 1     |
| 7     | Coreia do Sul   | 0               | 0                | 1                 | 1     |
| 7     | Espanha         | 0               | 0                | 1                 | 1     |
| 7     | Estados Unidos  | 0               | 0                | 1                 | 1     |
| 7     | Inglaterra      | 0               | 0                | 1                 | 1     |
| 7     | União Soviética | 0               | 0                | 1                 | 1     |
| Total | Total           | 14              | 14               | 15                | 43    |

- Os resultados da Alemanha contemplam os obtidos pela Alemanha Ocidental.
- A União Soviética dividiu-se em duas ou mais nações a partir de dezembro/1991.

## Participações
Segue-se, abaixo, o quadro com todos os participantes deste campeonato.
| Equipe          | 74 | 76 | 78 | 81 | 83 | 86 | 90 | 94 | 98 | 02 | 06 | 10 | 14 | 18 | 22 | Total |
| --------------- | -- | -- | -- | -- | -- | -- | -- | -- | -- | -- | -- | -- | -- | -- | -- | ----- |
| África do Sul   |    |    |    |    |    |    |    |    | X  | X  | X  | X  | X  | X  | X  | 7     |
| Alemanha        | X  | X  | X  | X  | X  | X  | X  | X  | X  | X  | X  | X  | X  | X  | X  | 15    |
| Argentina       | X  | X  | X  | X  | X  | X  | X  | X  | X  | X  | X  | X  | X  | X  | X  | 15    |
| Austrália       |    |    |    | X  | X  | X  | X  | X  | X  | X  | X  | X  | X  | X  | X  | 12    |
| Áustria         | X  | X  |    | X  |    |    |    |    |    |    |    |    |    |    |    | 3     |
| Bélgica         | X  | X  | X  | X  |    |    |    |    |    |    |    |    | X  | X  | X  | 7     |
| Canadá          |    |    | X  | X  | X  | X  | X  | X  |    |    |    |    |    |    | X  | 7     |
| Chile           |    |    |    |    |    |    |    |    |    |    |    |    |    |    | X  | 1     |
| China           |    |    |    |    |    |    | X  | X  | X  | X  | X  | X  | X  | X  | X  | 9     |
| Coreia do Sul   |    |    |    |    |    |    | X  | X  | X  | X  | X  | X  | X  | X  | X  | 9     |
| Escócia         |    |    |    |    | X  | X  |    |    | X  | X  |    |    |    |    |    | 4     |
| Espanha         | X  | X  | X  | X  |    | X  | X  | X  |    | X  | X  | X  |    | X  | X  | 12    |
| Estados Unidos  |    |    |    |    | X  | X  | X  | X  | X  | X  | X  |    | X  | X  |    | 9     |
| França          | X  | X  |    | X  |    |    |    |    |    |    |    |    |    |    |    | 3     |
| Índia           | X  |    | X  |    | X  |    |    |    | X  |    | X  | X  |    | X  | X  | 8     |
| Inglaterra      |    |    |    |    | X  | X  | X  | X  | X  | X  | X  | X  | X  | X  | X  | 11    |
| Irlanda         |    |    |    |    |    | X  |    | X  |    | X  |    |    |    | X  | X  | 5     |
| Itália          |    | X  |    |    |    |    |    |    |    |    |    |    |    | X  |    | 2     |
| Japão           |    |    | X  | X  |    |    | X  |    |    | X  | X  | X  | X  | X  | X  | 9     |
| México          | X  | X  |    | X  |    |    |    |    |    |    |    |    |    |    |    | 3     |
| Nigéria         |    | X  | X  |    |    |    |    |    |    |    |    |    |    |    |    | 2     |
| Nova Zelândia   |    |    |    |    | X  | X  | X  |    | X  | X  |    | X  | X  | X  | X  | 9     |
| País de Gales   |    |    |    | X  |    |    |    |    |    |    |    |    |    |    |    | 1     |
| Países Baixos   | X  | X  | X  | X  | X  | X  | X  | X  | X  | X  | X  | X  | X  | X  | X  | 15    |
| Rússia          |    |    |    |    |    |    |    | X  |    | X  |    |    |    |    |    | 2     |
| Suíça           | X  | X  |    |    |    |    |    |    |    |    |    |    |    |    |    | 2     |
| Tchecoslováquia |    |    | X  |    |    |    |    |    |    |    |    |    |    |    |    | 1     |
| Ucrânia         |    |    |    |    |    |    |    |    |    | X  |    |    |    |    |    | 1     |
| União Soviética |    |    |    | X  | X  | X  |    |    |    |    |    |    |    |    |    | 3     |

Notas: 
1 - nos resultados da Alemanha estão inclusas as participações da Alemanha Ocidental; 2 - a União Soviética dissolveu-se em 25 de dezembro de 1991. Rússia e Ucrânia eram duas de suas repúblicas integrantes até a citada data; 3 - a Tchecoslováquia foi dissolvida e deu origem a duas novas nações, República Tcheca e Eslováquia, em 1 de janeiro de 1993.

## Ligação externa
- Site oficial da Federação Internacional de Hóquei - FIH (em inglês)